# Spider-Man: Homecoming (soundtrack)
Spider-Man: Homecoming (Original Motion Picture Soundtrack) is de soundtrack van de Columbia Pictures / Marvel Studios-film Spider-Man: Homecoming, gecomponeerd door Michael Giacchino. Het album werd op 7 juli 2017 uitgebracht door Sony Masterworks.
De opname voor de soundtrack begon op 11 april 2017. De muziek van Giacchino werd opgenomen in de Newman Scoring Stage, onder leiding van Marshall Bowen.

## Tracklijst
Alle muziek is geschreven door Michael Giacchino, tenzij anders vermeld.

| Nr. | Titel | Duur |
| --- | --- | ---- |
| 1.  | Theme From Spider-Man (Original Television Series) (geschreven door J. Robert Harris & Paul Francis Webster) | 0:39 |
| 2.  | The World is Changing (a)                                                                                    | 4:10 |
| 3.  | Academic Decommitment                                                                                        | 1:57 |
| 4.  | High Tech Heist                                                                                              | 1:26 |
| 5.  | On a Ned-To-Know Basis                                                                                       | 1:45 |
| 6.  | Drag Racing / An Old Van Rundown                                                                             | 4:06 |
| 7.  | Webbed Surveillance                                                                                          | 4:40 |
| 8.  | No Vault of His Own                                                                                          | 2:27 |
| 9.  | Monumental Meltdown                                                                                          | 5:23 |
| 10. | The Baby Monitor Protocol                                                                                    | 1:37 |
| 11. | A Boatload of Trouble Part 1                                                                                 | 3:09 |
| 12. | A Boatload of Trouble Part 2                                                                                 | 2:16 |
| 13. | Ferry Dust Up                                                                                                | 2:50 |
| 14. | Stark Raving Mad                                                                                             | 1:54 |
| 15. | Pop Vulture                                                                                                  | 3:05 |
| 16. | Bussed a Move                                                                                                | 1:43 |
| 17. | Lift Off | 5:25 |
| 18. | Fly-By-Night Operation                                                                                       | 2:23 |
| 19. | Vulture Clash                                                                                                | 4:07 |
| 20. | A Stark Contrast (a)                                                                                         | 4:41 |
| 21. | No Frills Proto COOL!                                                                                        | 0:34 |
| 22. | Spider-Man: Homecoming Suite                                                                                 | 6:13 |

a: Dit nummer verwijst naar het thema van Alan Silvestri uit The Avengers.